# Dolina Dolnej Pilicy
Dolina Dolnej Pilicy este o arie protejată (sit de importanță comunitară — SCI) din Polonia întinsă pe o suprafață de 31.821,57 ha, integral pe uscat.

## Localizare
Centrul sitului Dolina Dolnej Pilicy este situat la coordonatele 51°41′30″N 21°02′30″E / 51.6916°N 21.0417°E.

## Înființare
Situl Dolina Dolnej Pilicy a fost declarat sit de importanță comunitară în august 2007 pentru a proteja 11 specii de animale.

## Biodiversitate
Situată în ecoregiunea continentală, aria protejată conține 10 habitate naturale: Lacuri eutrofice naturale cu vegetație de tip Magnopotamion sau Hydrocharition, Pajiști uscate europene, Pajiști calcaroase din nisipuri xerice, Pajiști cu Molinia pe soluri calcaroase, turboase sau argilos-nămoloase (Molinion caeruleae), Fânețe de joasă altitudine (Alopecurus pratensis, Sanguisorba officinalis), Mlaștini turboase de tranziție și turbării mișcătoare, Păduri de stejar și carpen Galio-Carpinetum, Păduri aluvionare cu Alnus glutinosa și Fraxinus excelsior (Alno-Padion, Alnion incanae, Salicion albae), Păduri mixte riverane de Quercus robur, Ulmus laevis și Ulmus minor, Fraxinus excelsior sau Fraxinus angustifolia, de-a lungul marilor râuri (Ulmenion minoris), Păduri stepice euro-siberiene cu Quercus spp..
La baza desemnării sitului se află mai multe specii protejate:
- amfibieni (1): buhai de baltă cu burta roșie (Bombina bombina)
- mamifere (2): castor (Castor fiber), vidră de râu (Lutra lutra)
- nevertebrate (1): Anisus vorticulus
- pești (7): avat (Aspius aspius), Barbus peloponnesius, zvârluga (Cobitis taenia), cicar (Lampetra planeri), țipar (Misgurnus fossilis), boarță (Rhodeus amarus), dunăriță (Sabanejewia aurata)